# Việt Tú (đạo diễn)
Việt Tú (tên đầy đủ Nguyễn Việt Tú, sinh ngày 17 tháng 2 năm 1977) là một nam đạo diễn, nhà biên kịch, nhà tổ chức sự kiện kiêm nhà sản xuất sân khấu người Việt Nam. Bắt đầu sự nghiệp của mình vào năm 1995, anh trực tiếp đạo diễn cho nhiều chương trình âm nhạc có tên tuổi, trong đó đáng kể nhất là liveshow Nhật thực vào năm 2002 và loạt video âm nhạc trong chương trình VTV Bài hát tôi yêu. Ở tuổi 26, anh đã trở thành tổng đạo diễn cho lễ khai mạc và bế mạc của Đại hội Thể thao Đông Nam Á lần thứ 22 vào năm 2003.
Là đạo diễn hàng đầu trong lĩnh vực sản xuất âm nhạc tại Việt Nam, Việt Tú được chọn là tổng đạo diễn đầu tiên của chương trình Sao Mai điểm hẹn (2004) và khai sinh ra Con đường âm nhạc (2005), song song đó còn tổ chức các buổi hòa nhạc và lưu diễn cho các ca sĩ hàng đầu như Tùng Dương, Rain, Hồ Ngọc Hà, Trần Thu Hà và Phạm Thu Hà. Tiếp nối thành công, anh trở thành người được lựa chọn uy tín trong các chương trình trình diễn nghệ thuật có quy mô lớn. Là đạo diễn thành công nhất tại Giải thưởng Âm nhạc Cống hiến với 5 lần đoạt giải và 8 lần đề cử, anh từng được trao giải thưởng đột phá cho Nhật thực và 2 lần giành giải của chương trình VTV Bài hát tôi yêu.
Năm 2011, anh thành lập Dream Studio, trực tiếp sản xuất các sản phẩm âm nhạc cho các nghệ sĩ trong và ngoài nước, trong đó tiêu biểu nhất là album Classic Meets Chillout (2012) và chương trình thực cảnh đầu tiên của Việt Nam mang tên Thuở ấy Xứ Đoài (2017). Chương trình biểu diễn hàng tuần Tứ Phủ (2015–2019) sân khấu hóa Tín ngưỡng thờ Mẫu Việt Nam do công ty Viet Theater của anh thực hiện cũng nhận được đánh giá tích cực của khán giả khi luôn nằm trong top 3 những điểm đến văn hóa hàng đầu cho du khách quốc tế tại Thủ đô. Các tác phẩm chương trình sự kiện của anh thường được Bộ Văn hóa, Thể thao và Du lịch nhiều lần lựa chọn là "Sự kiện văn hóa tiêu biểu của năm".

## Tiểu sử
Nguyễn Việt Tú sinh ngày 17 tháng 2 năm 1977 tại Hà Nội trong một gia đình giàu truyền thống nghệ thuật. Mẹ anh là nghệ sĩ múa rối lâu năm tại Nhà hát múa rối nước Thăng Long. Bố anh là đạo diễn ca nhạc Nguyễn Việt Tuấn, công tác tại Đài truyền hình Việt Nam.
Năm 1991, Việt Tú thi vào Nhạc viện Hà Nội. Đam mê trống và guitar, song anh lại theo học clarinette và tại đây anh gặp gỡ bạn thân thiết sau này, ca sĩ Trần Thu Hà. Tuy nhiên, thành tích của Việt Tú tại Nhạc viện không nổi bật. Được gia đình ủng hộ, niềm đam mê nghề đạo diễn đã đưa anh đến với Đại học Sân khấu Điện ảnh Hà Nội vào năm 1995, khoa đạo diễn điện ảnh.
Từ năm 1997, anh bắt đầu thực tập tại Đài truyền hình Việt Nam, phụ trách đạo diễn hình ảnh, video âm nhạc và sân khấu ca nhạc. Sau khi tốt nghiệp vào năm 1999, Việt Tú còn ở lại Đài truyền hình Việt Nam cho tới tận tháng 9 năm 2005, song song với việc tham gia khóa đào tạo chuyên ngành đạo diễn sân khấu giải trí và nghệ thuật đương đại tại Học viện điện ảnh New York.

## Sự nghiệp

### Đạo diễn âm nhạc
Khi còn là thực tập sinh tại Đài truyền hình Việt Nam, Việt Tú đã tham gia và thành công với một chương trình độc lập hoàn toàn mới mẻ có tên Những bài hát trong phim, giới thiệu tới khán giả những ca khúc như "Bài ca trên đỉnh núi", "Hoa sữa", "Đời gọi em biết bao lần",... Cũng tại Đài truyền hình Việt Nam, anh thử sức trong chương trình VTV Bài hát tôi yêu khi làm MV cho ca khúc "Mùa đông sẽ qua" của ca sĩ Mỹ Linh.
Đầu năm 2002, ca sĩ Trần Thu Hà mời Việt Tú phụ trách chương trình Nhật thực. Hai buổi trình diễn thành công với những hiệu ứng hình ảnh xuất sắc vào ngày 12 và 13 tháng 4 năm 2002 tại Cung Văn hóa Hữu nghị Hà Nội đã tạo nên tiếng vang cho sự nghiệp đạo diễn âm nhạc của Việt Tú. Không lâu sau, anh đã có cơ hội thực hiện chương trình hòa nhạc cổ điển trên tầng thượng Khách sạn Melia đêm giao thừa năm 2003. Sau đó, anh tiếp tục thành công với MV cho ca khúc "Sói con ngơ ngác" của ca sĩ Kasim Hoàng Vũ, và giành giải do hội đồng nghệ thuật bình chọn.
Ngay trong năm 2003, Việt Tú cùng Đài truyền hình Việt Nam lên kế hoạch thực hiện một cuộc thi mới phục vụ thị trường nhạc nhẹ. Để phân biệt với Liên hoan tiếng hát truyền hình toàn quốc - Sao Mai, họ cùng nhau xây dựng chương trình Sao Mai điểm hẹn, ra mắt vào năm 2004 với Việt Tú là tổng đạo diễn. Thành công đặc biệt ấn tượng của Sao Mai điểm hẹn, từ nội dung, chất lượng, cho tới việc giới thiệu một lứa ca sĩ trẻ đầy tài năng như Tùng Dương, Kasim Hoàng Vũ, Phương Anh, Nguyễn Hồng Nhung, Ngọc Khuê, Lưu Hương Giang,... đã giúp ê-kíp sản xuất giành ngay giải thưởng "Chương trình của năm" tại Giải thưởng âm nhạc tiền Cống hiến vào năm 2005.
Cũng từ năm 2003, Đài truyền hình Việt Nam còn muốn thực hiện một chương trình âm nhạc mới có ý nghĩa tôn vinh chân dung nhạc sĩ - nghệ sĩ gạo cội. Xuất phát từ ý tưởng của Việt Tú, sau 2 năm chuẩn bị, Con đường âm nhạc số 1 với chân dung nhạc sĩ Phú Quang được ra mắt vào đầu năm 2005 với ê-kíp bao gồm biên kịch Chu Minh Vũ, đạo diễn Việt Tú, MC Đỗ Trung Quân và giám đốc âm nhạc Trần Thanh Phương. Các chương trình Con đường âm nhạc tiếp theo tôn vinh các nhạc sĩ Dương Thụ, Nguyễn Cường, Thanh Tùng và Phó Đức Phương thu hút được nhiều nghệ sĩ tên tuổi tham gia, và đều được công chúng đón nhận tích cực.
Sau 5 số của Con đường âm nhạc vào cuối năm 2005, Việt Tú chia tay ê-kíp để sang Mỹ du học chuyên ngành Đạo diễn sân khấu giải trí & Nghệ thuật đương đại bán thời gian. Không lâu sau, anh là đạo diễn Việt Nam duy nhất cộng tác cùng ê-kíp Hàn Quốc trong chuyến lưu diễn của ca sĩ Bi tại Việt Nam vào tháng 6 tại Việt Nam.
Song song với việc nghiên cứu tại Mỹ, đạo diễn Việt Tú vẫn tiếp tục sản xuất các chương trình nghệ thuật và âm nhạc lớn trong nước, liveshow đầu tay của ca sĩ Tùng Dương Những chuyến đi (2011). Anh tạo dựng và trực tiếp phụ trách trong vai trò giám đốc sáng tạo của Không gian âm nhạc (2011–2012) rồi Bài hát yêu thích (2012–2015). Tiếp tục với tổ chức sự kiện âm nhạc, anh trực tiếp đạo diễn liveshow Mùa đông concert (2013) quy tụ các tên tuổi hàng đầu của làng nhạc nhẹ Việt Nam, ngoài ra còn có Hồ Ngọc Hà Live Concert (2011) và 2014), Đêm Việt Nam tại Moskva (2013–2014), và đặc biệt vở ballet 3D Hồ thiên nga vào tháng 8 năm 2015.
Năm 2017, Việt Tú lần đầu thử sức trong lĩnh vực gameshow khi phụ trách chương trình Sao đại chiến, một trong những chương trình thành công của Đài truyền hình Việt Nam. Trong năm 2018, anh tiếp tục đóng góp nhiều sự kiện lớn, trong đó có vai trò đạo diễn lễ trao giải We Choice Awards 2017 tại thành phố Hồ Chí Minh và đặc biệt là chương trình Festival âm nhạc Cocofest 2018.

### Đạo diễn sự kiện văn hóa
Thành công liên tiếp đã giúp Việt Tú được giao trọng trách vô cùng đặc biệt, đó là Tổng đạo diễn hình ảnh cho lễ khai mạc và bế mạc SEA Games 22 lần đầu tiên được tổ chức tại Việt Nam vào tháng 12 năm 2003. Toàn bộ chương trình được thực hiện bằng 18 camera và truyền hình trực tiếp tới hàng trăm triệu khán giả của toàn bộ các nước trong khu vực.
Kể năm 2005, anh thử sức sang lĩnh vực thời trang với việc trở thành Tổng đạo diễn của Đẹp’s Fashion Show của tạp chí Đẹp. Đây là một trong những chương trình tiên phong về trình diễn đa ngành nghệ thuật đương đại của Việt Nam. Gần như ngay sau đó, anh trực tiếp kịch bản và đạo diễn show diễn kịch hát "Vở thời trang, Cơn ác mộng người thợ may" (2006). Chương trình cũng nhận được nhiều đánh giá tích cực trong vai trò giới thiệu những hình thức mới về trình diễn sân khấu. Ngoài ra, còn có thể kể tới chương trình trình diễn "Bữa tiệc của các tín đồ" (2007) – show thời trang tóc đầu tiên tại Việt Nam được dàn dựng theo cấu trúc một vở kịch cổ điển. Đây cũng là cơ sở để anh còn tham gia thêm vào một số chương trình thời trang khác như F-Fashion (2011), Lynk Fashion Show (2014 và 2015).
Năm 2008, Việt Tú được giao trọng trách đạo diễn chương trình Đại nhạc lễ mừng Lễ Phật đản Thế giới tại Việt Nam. Kể từ năm 2009, anh là đạo diễn của loạt chương trình âm nhạc Phật giáo thường niên bao gồm Hương sen màu nhiệm, Hương Thu Ca và Khánh Đản. Không chỉ vậy, anh còn tham gia tổ chức chương trình Lễ Vu Lan của Phật giáo Mật Tông tại London, Anh.
Việt Tú cũng chính là đạo diễn chương trình Hoa hậu Việt Nam 2010, từng được báo Thể thao & Văn hóa đánh giá là một trong những chương trình thành công nhất trong lịch sử cuộc thi này. Những sự kiện văn hóa khác cũng từng được anh làm đạo diễn còn có Giờ Trái đất 2011 và 2018, Festival biển Nha Trang 2011, Đà Nẵng Countdown (2012–2017), Hành trình bài ca sinh viên 2014 và 2015,...
Việt Tú cũng là lựa chọn hàng đầu của nhiều thương hiệu lớn tại Việt Nam. Anh từng là đạo diễn chương trình Cuộc đối thoại số 1 (2007) giới thiệu dòng sản phẩm điện thoại N-series của Nokia. Anh cũng là tổng đạo diễn và nhà sản xuất lễ khai trương thương hiệu Hermès tại Hà Nội vào năm 2008 và Piaggio Vespa S năm 2010. Ngoài ra, Việt Tú còn làm giám đốc sáng tạo cho Rolls-Royce Motor Cars Việt Nam (2013), tổng đạo diễn và sản xuất sự kiện Vietnam Airlines tiếp nhận tàu bay mới và thay đổi bộ nhận diện thương hiệu cũng như sự kiện ra mắt mạng Halotel của Viettel tại Tanzania (2015). Gần đây, anh đạo diễn lễ khai trương Vinhomes Central Park (2016), lễ hội âm nhạc thời trang ngoài trời lớn nhất Việt Nam Honda Vision Steps of Glory (2017) và Đại nhạc hội Viettel 4G (2018). Anh cũng là người trực tiếp tham gia thiết kế, xây dựng các hoạt động lễ hội, giải trí cũng như tổng đạo diễn cho sự kiện khai trương Vinpearl Land Grand World Phú Quốc vào tháng 4 năm 2021.

### Nhà tổ chức sự kiện
Với nhiều kinh nghiệm trong tổ chức và đạo diễn âm nhạc, năm 2011, Việt Tú quyết định thành lập công ty Dream Studio nhằm sản xuất các sản phẩm âm nhạc chất lượng cao. Ngoài việc là điểm đến uy tin của nhiều nghệ sĩ danh tiếng như Tùng Dương, Trần Thu Hà, Phương Linh, Mỹ Tâm, Dream Studio còn là công ty tiếp quản chương trình Không gian âm nhạc và quản lý nhiều tên tuổi khác của làng nhạc Việt, có thể kể tới Phạm Thu Hà. Album đầu tay của cô Classic Meets Chillout do Dream Studio sản xuất đã được trao giải Cống hiến 2013 cho "Album của năm" cùng đề cử cho "Nghệ sĩ mới của năm".
Tới năm 2013, Việt Tú cũng thử sức sang lĩnh vực nhà hát, với việc thành lập công ty Nhà hát Việt (Viet Theatre) nhằm sân khấu hóa nghệ thuật Tín ngưỡng thờ Mẫu Việt Nam, thông qua chương trình Tứ phủ, phối hợp cùng Trung tâm Nghiên cứu và Bảo tồn Văn hoá Tín ngưỡng Việt Nam trình diễn vào dịp cuối tuần tại Rạp Công nhân, Hà Nội. Chương trình nhận được nhiều đánh giá tích cực, là nơi tổ chức Lễ chào mừng Di sản Văn hóa Phi vật thể của nhân loại Tín ngưỡng thờ Mẫu từ UNESCO vào năm 2016 và được Sở du lịch thành phố Hà Nội lựa chọn là một trong những điểm đến văn hóa đối với khách du lịch trong và ngoài nước. Không những vậy, Tứ phủ cũng có được những thành tựu nhất định khi đi lưu diễn tại Thành phố Hồ Chí Minh và quốc tế.
Vào cuối năm 2015, Việt Tú cũng táo bạo thực hiện vở diễn thực cảnh đầu tiên của Việt Nam Thuở ấy Xứ Đoài, ra mắt vào giữa năm 2017 với sự tham gia của 140 nông dân trên một diện tích mặt hồ lên tới 3.000 m². Tuy nhiên, vở diễn đã tạm dừng sau những bất đồng với ban tổ chức. Tại Vinpearl Land (nay là VinWonders Nha Trang), anh đã cộng tác với nhạc sĩ Dương Khắc Linh và biên đạo múa người Mỹ Sabra Johnson để thực hiện tác phẩm thực cảnh đa phương tiện Tata Show.

## Quan điểm nghệ thuật
Việt Tú có một sự khởi đầu sự nghiệp đạo diễn đầy khó khăn do bất đồng về quan điểm nghệ thuật với bố vì hai người làm cùng một vị trí công việc. Anh luôn tự nhận mình là người may mắn trong cuộc sống, trong công việc anh cho rằng mình kỹ tính đến cực đoan, điều duy nhất mang lại giá trị cho một người đạo diễn chính là thành công của tác phẩm cũng như thấu hiểu thị trường chính là yếu tố đem tới sự hài lòng cho khán giả. Để có được vậy, anh luôn cho rằng lao động chăm chỉ, tích cực trau dồi và hiểu rõ thị trường chính là những yếu tố đem tới hài lòng cho tất cả mọi người.
Việt Tú luôn theo đuổi sự đa dạng trong sáng tạo và cho rằng không nên giới hạn bản thân người nghệ sĩ trong các lĩnh vực nghệ thuật cố định, vì điều đó hạn chế sự tưởng tượng cũng như khả năng khai phá những giới hạn mới trong nghệ thuật của chính nghệ sĩ ấy. Cũng vì vậy, mà sự nghiệp của Việt Tú là những sáng tạo đa dạng trong nhiều lĩnh vực: từ sân khấu, đến thời trang, từ các show diễn giải trí đến các tác phẩm trình diễn nghệ thuật dân tộc mang ngôn ngữ đương đại.
Cũng nhờ nền tảng gia đình làm nghệ thuật dân tộc mà Việt Tú luôn tìm tòi xây dựng các tác phẩm của mình mang đậm chất Việt Nam, Á Đông.
"Muốn thu hút khách du lịch là phải làm văn hóa có văn hóa, giữ được văn hóa gốc. Nghĩa là mang đến cho khán giả những nét văn hóa địa phương bằng ngôn ngữ toàn cầu. Nếu bạn không định tính, định danh được văn hóa của bạn thì sẽ không ai đến xem văn hóa cả. Và chúng ta cần hiểu, đối diện với văn hóa là khán giả toàn cầu, nên nếu làm cái gì không có tính nhận diện thì sẽ không có khách."
Việt Tú cũng là một trong những đạo diễn ủng hộ việc tôn vinh các đạo diễn tại Giải thưởng Âm nhạc Cống hiến với hạng mục "Video âm nhạc của năm" khi cho rằng thị trường Việt Nam cần "động viên dành cho các nghệ sĩ đã đầu tư rất nhiều tâm huyết cho không chỉ phần âm nhạc mà còn là phần ngôn ngữ hình ảnh cho các tác phẩm âm nhạc của mình."

## Tôn vinh
Ngay từ những sản phẩm đầu tay, Việt Tú đã được nhận định là một trong những đạo diễn tài năng hàng đầu của làng giải trí Việt Nam. Báo Công an nhân dân nhận xét Việt Tú "có tư duy của một người kiểm soát được một "đại cục" rộng lớn, có kiến thức hiểu biết sâu rộng về sân khấu biểu diễn nhờ học tập và chịu khó nghiên cứu, tìm tòi. Anh không ngại thử nghiệm những yếu tố mới, nhất là khâu kỹ thuật." Đặc biệt, tờ báo đánh giá cao việc anh luôn tận tâm với công việc và đặt quyền lợi của nghệ sĩ và khán giả lên hàng đầu.
Báo Tin tức dành nhiều lời ngợi ca cho Việt Tú, cho rằng những chương trình Đẹp Fashion Show đầu tiên của anh là "mẫu mực của sân khấu thời trang Việt Nam", và Con đường âm nhạc thực sự là "một làn gió lạ cho sân khấu giải trí Việt Nam lúc ấy đang, hoặc văn chương mỹ miều nhưng cũ kỹ, hoặc sang trọng cổ điển nhưng nhàm chán…"
Chương trình của Việt Tú nhìn chung luôn nhận được đánh giá vô cùng tích cực. Tứ phủ không chỉ được Bộ Thể thao, Văn hóa và Du lịch và UNESCO Việt Nam lựa chọn là sự kiện văn hóa tiêu biểu tại Hà Nội, mà còn được công chúng quốc tế đón nhận khi đi trình diễn tại nước ngoài.  Không những vậy, Tứ Phủ vẫn luôn là một trong những lựa chọn hàng đầu về trình diễn nghệ thuật và nằm trong top 3 sự kiện văn hóa được đánh giá cao nhất tại Hà Nội qua trang web TripAdvisor. Trong khi đó, Thuở ấy Xứ Đoài cũng đặc biệt gây ấn tượng với khán giả trong cách xây dựng ý tưởng nghệ thuật và dàn dựng sân khấu.
Ngay với chương trình lớn đầu tay Nhật thực (2002), Việt Tú đã được báo Tiền Phong trao danh hiệu "Show diễn đột phá của năm". Anh cũng là chủ nhân của 2 danh hiệu "Đạo diễn video clip xuất sắc của năm" trong 2 mùa chương trình VTV Bài hát tôi yêu (2002 và 2003).
Việt Tú là một trong những gương mặt quen thuộc của Giải thưởng Âm nhạc Cống hiến với nhiều lần đề cử, và 5 lần đoạt giải: 3 lần với hạng mục "Chương trình của năm" (Sao Mai điểm hẹn 2005, Con đường âm nhạc 2006, Hồ Ngọc Hà Live concert 2012), 1 lần với hạng mục "Album của năm" (Classic Meets Chillout, Phạm Thu Hà, 2013) và 2 lần với hạng mục "Chuỗi chương trình của năm" (Giai điệu tự hào 2015, Sao đại chiến 2018). Không chỉ vậy, anh cũng là một trong những nghệ sĩ sở hữu nhiều giải thưởng "Sự kiện văn hóa tiêu biểu của năm" nhất với 4 lần được vinh danh (Nhật thực 2002, Đại lễ Phật Đản Liên hợp quốc 2008, Đẹp Fashion show 2011, Không gian âm nhạc 2011).
Việt Tú cũng từng 2 lần được báo Thể thao & Văn hóa cùng tạp chí Đàn ông bình chọn cho hạng mục "Đạo diễn của năm" và "Người đàn ông của năm" (2005 và 2011).

## Đời sống cá nhân
Việt Tú kết hôn vào năm 2003 với một nữ doanh nhân hơn anh 4 tuổi. Họ có với nhau hai người con gái sinh năm 2004 và 2008. Ngoài công việc, Việt Tú đặc biệt đam mê ẩm thực, thời trang và bóng đá. Là một Phật tử của Mật Tông, anh sống giản dị, gần gũi và luôn cố gắng giành nhiều thời gian cho gia đình.